# La Línea, San Luis Potosí
La Línea är en ort i Mexiko.   Den ligger i kommunen Lagunillas och delstaten San Luis Potosí, i den centrala delen av landet, 260 km norr om huvudstaden Mexico City. La Línea ligger 695 meter över havet och antalet invånare är 205.
Terrängen runt La Línea är huvudsakligen kuperad. La Línea ligger nere i en dal. Runt La Línea är det glesbefolkat, med 9 invånare per kvadratkilometer. Närmaste större samhälle är Rayón, 17,5 km norr om La Línea. I omgivningarna runt La Línea växer huvudsakligen savannskog.